# Eric Fischl

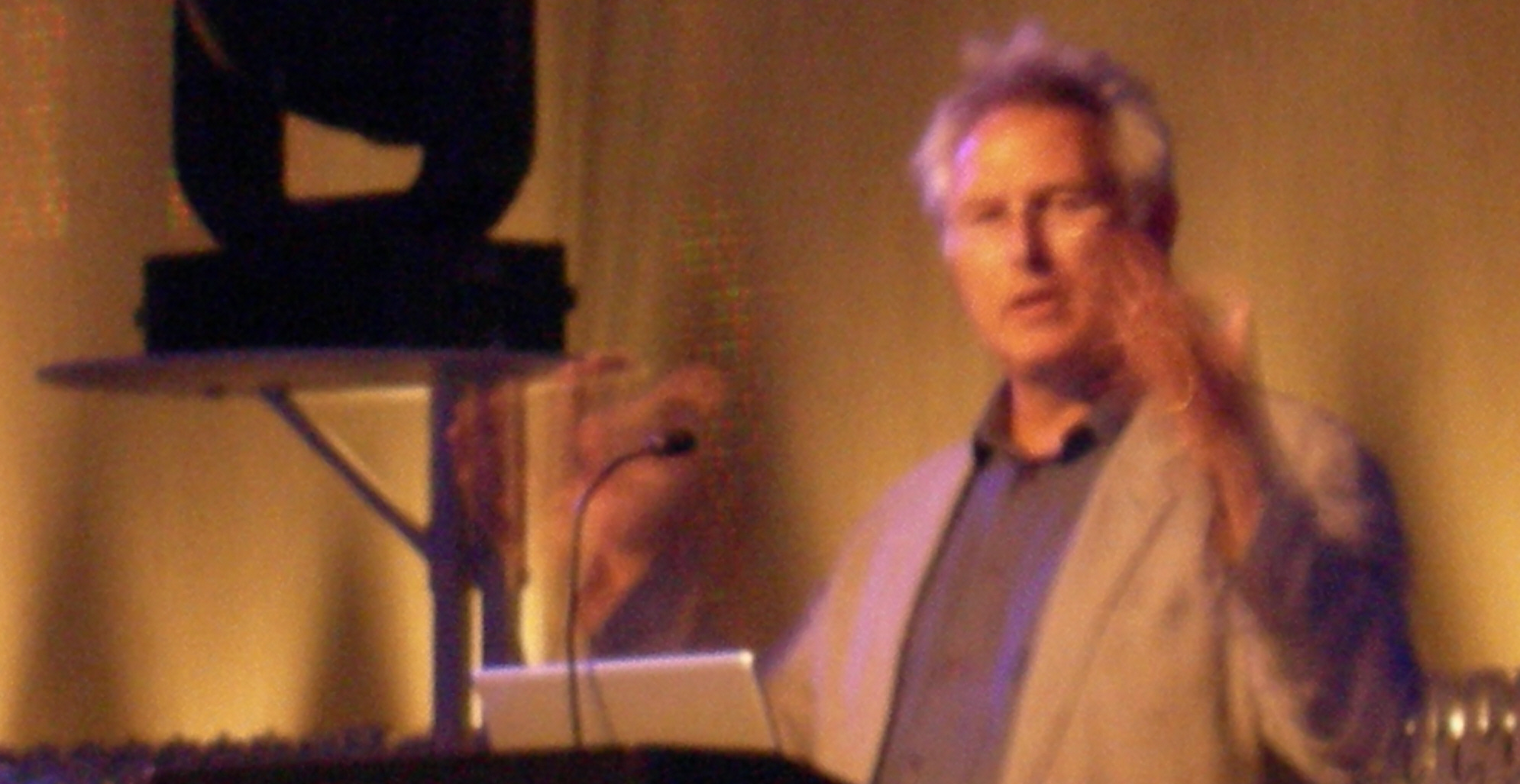
Eric Fischl, 2006

Eric Fischl (* 9. März 1948 in New York) ist ein zeitgenössischer US-amerikanischer Maler, Grafiker und Bildhauer des Amerikanischen Realismus.

## Biographie
Eric Fischl wuchs auf Long Island auf. Seine künstlerische Ausbildung begann er zunächst am Phoenix Junior College, er führte sie an der Arizona State University weiter und wechselte schließlich an das California Institute of the Arts (CalArts) in Valencia in Kalifornien, wo er im Jahre 1972 den Abschluss Bachelor of Fine Arts machte. Danach zog er nach Chicago, wo er im Museum of Contemporary Art als Aufseher arbeitete. 1974 bekam er eine Anstellung als Zeichenlehrer am Nova Scotia College of Art and Design in Kanada. Dort lernte er auch seine spätere Frau, die Malerin April Gornik, kennen. 1978 zogen sie zusammen nach New York City um, wo sie bis heute arbeiten und leben.

## Werk
Fischl wandte sich im Gegensatz zu der Zeitströmung der gegenständlichen Malerei zu. Seine Themen sind meist aus dem familiären Kontext, d. h. meist (nackte) Menschen in Paarbeziehungen, oftmals in sexuell aufgeheizter Atmosphäre oder geprägt von Ängsten und Zwängen. Die Situationen deuten oft eine Handlung an, die gerade bevorsteht oder soeben geschehen ist und verweisen oftmals auf die dunkle Seite der menschlichen Existenz. Im Gegensatz dazu steht eine leichte lockere Malweise und eine eher helle Farbpalette mit Gelb- und Rottönen. Typisch für Fischl sind ebenso sonnendurchflutete Settings und starke Kontraste, die gelegentlich in der Lichtsituation an Caravaggio erinnern. Typisch für diese Art von Settings sind u. a. die Gemälde des Krefeld Projekts von 2002 oder auch jüngere Arbeiten von 2008, die das Thema des Stierkampfs, der Corrida goyesca de Ronda behandeln.
Nach den Terroranschlägen am 11. September 2001 gestaltete Eric Fischl die Werkreihe ten breaths mit Gouachen und Plastiken, die stürzende und abgestürzte Personen zeigen. Die Skulptur Tumbling Woman, die eine Frau im freien Fall darstellt, wurde in den USA allerdings kontrovers diskutiert. Mit dieser Werkreihe verarbeitete er für sich die Pressebilder von den Verzweifelten, die sich nach den Anschlägen aus den Fenstern der brennenden Türme vom World Trade Center in die Tiefe stürzten, um dem Feuertod zu entgehen.
Neben Lucian Freud und Maria Lassnig ist Eric Fischl einer der ganz großen Vertreter der figurativen Malerei.
Die Werke von Eric Fischl sind in vielen der bedeutendsten Museen und öffentlichen Sammlungen repräsentiert, darunter die Art Gallery of Ontario, das Metropolitan Museum of Art und das Museum of Modern Art in New York sowie das Musée National d’Art Moderne und das Centre Georges Pompidou in Paris.

## Ausstellungen
- 2014: Eric Fischl: Friends, Lovers and Other Constellations: Ein Querschnitt des Schaffens insbesondere des grafischen Werks, Aquarelle, Bronzeskulpturen. Albertina (Wien), 13. Februar 2014 – 18. Mai 2014[4]
- 2003: Blickachsen 4: Skulpturen im Kurpark Bad Homburg v.d.Höhe, 18. Mai – 5. Oktober 2003[5]

## Ehrungen
- 1994: Wahl zum Mitglied (NA) der National Academy in New York[6]
- 2003: Mitglied der American Academy of Arts and Sciences[7]
- 2006: Mitglied der American Academy of Arts and Letters[8]